# 舟 (P-MODELのアルバム)
舟（ふね）は、日本の音楽グループP-MODELの10枚目のアルバム。1995年12月9日に日本コロムビアより発売された。初回限定版と通常版が存在し、初回限定版はフィルムジャケット仕様で発売された。2009年3月23日にはオンデマンドCDとして、2011年9月21日にはデジタルリマスタリングされた上、1996年に発売されたシングル「Rocket shoot」収録の3曲が追加されて「舟 (+3)」として再発売されている。

## 概要
1994年12月1日に平沢進以外のメンバーが「改訂」(メンバーチェンジ)された後のアルバムで、ポリドールから日本コロムビアに移籍してからの初アルバムである。
1995年9月30日に行われたライブ『ENDING ERROR』にて「Welcome」「Fune」「Tide」がアルバム発売に先駆けて演奏された。同日には本作のリミックスである「Corrective Errors〜remix of 舟」がディスクユニオンDIW/SYUNから発売された。
「サイバー・スペースで出会ったメンバーたちが情報宇宙帆船P-MODEL号で旅をする」というコンセプトのもとに製作されたアルバムである。以降、このコンセプトを受け継いでライブツアーやアルバムを発表していく。

## 「改訂」について
1993年10月、日比谷野外大音楽堂で開催されたライブイベント「ERROR OF INFORMATION"待機"」をもって、P-MODELはメンバーを『改訂』（再編成）するため『待機』状態に入った。このイベント中、当時所属していたレコード会社・ポリドールとの契約を解除するとともに、1年後に再び同会場で『改訂作業』を完了させ、新体制によるライブを行うことを宣言していた。
1994年9月、P-MODELの活動再開は「若干のバグが発見された」との理由により延期され、代替として平沢進によるソロライブ「HIRASAWA ERROR ENGINE 平沢三幕三時間」が開催された。
しかし実際には、メンバー再編に際して平沢は新メンバーの選定に難航していた。1993年の「待機」イベント当日、楽屋にて小西健司が自ら参加の意思を示し、1994年には平沢のソロ活動にサポートとして参加していた上領亘にも打診がなされ、合意に至った。その後も4人目のメンバーは決まらないままであったが、小西がインターネットを通じて福間創と知り合い、福間の勤務先を訪れてP-MODELへの参加を打診した。福間は同年9月に開催された「平沢三幕三時間」を観覧し、その場で平沢との面接を経て、正式に加入することとなった。
小西の加入について、平沢は「アマチュアからメンバーを選んで新しいP-MODELを作り上げていく苦労はもうしたくなかったから、願ってもないことでした」と述べている。
これにより、P-MODELは福間創（System-1）、小西健司（System-2）、上領亘（AlgoRhythm）による新体制となり、『改訂』作業は完了した。なお、各メンバーに付された「System」および「AlgoRhythm」という肩書については、「System」はキーボード全般の担当、「AlgoRhythm」はビート全般の担当を意味している。
ただし当時、P-MODELは新たなレコード会社と契約を結んでおらず、活動の空白期間を避ける目的で、先行アルバム『Corrective Errors〜remix of 舟』がリリースされた。
この編成について、平沢は「インターネットがあれば非常にさっぱりとした人間関係が作れるんで、このメンバーは長続きするだろうと思っていました」と語っており、改訂P-MODELはバンド史上最長となる6年間にわたって活動を継続した。

## 制作の背景
1983年に初代キーボード担当の田中靖美が脱退して以降、P-MODELは平沢のワンマン的な色合いが強くなっていたが、本作では新メンバーの小西健司による作詞・作曲の楽曲が過半数を占めており、全体として従来のサウンドとは異質のスタイルを構築した。本作では従来以上に電子楽器の比重が高まっているが、前作『big body』まで多用されていたTB-303などのシンセサイザーやシーケンサー主体の楽曲は影を潜めている。その一方で、アナログシンセサイザーや生ドラム、Miburiなどを取り入れ、同時期に制作された平沢ソロ作品「Sim City」と同じく、東南アジア（特にタイ王国）の影響を受けている。
平沢は、P-MODELと自身のソロ活動における音楽的な差異について「ソロとP-MODELの音楽的な境界線がどんどんなくなってきている」「当然の流れとして、ソロの作風はP-MODELの作風に近づいてきている」と述べている。それでもP-MODELとしての活動を継続する理由については、「ソロ活動での自分のスタイルが、グループの中でどう料理されていくか」「ほかのメンバーとどういう対比を持てるのか」といった点に希望を捨てられないからと語っている。
上領によるドラムパターンは、レコーディング時にエディットを施されることを前提としており、単なる「ドラムス」としての役割にとどまらない意味合いが込められている。平沢はこの点について、「上領は、素材になることを厭わない人であることが大きい。ドラム・ソロなんて、そんなカッコ悪いことはないと言って嫌がるんです」と述べている。また、上領自身も「自分の参加の仕方は、やっぱりスタジオに行って、生ドラムを叩いて、それをいじるってことですよね。オレは平沢さんなり、小西さんなりに、どういじってもらってもかまわないっていう考えがあって。やっぱりコンポーザーが、どういうふうにオレのドラムをとらえて、どういうふうに加工していくのか、逆に楽しみになっているところもありますから」と語っている。

## 楽曲解説
Welcome
後に平沢ソロのアルバム名及び楽曲名として使用される「現象の花の秘密」という単語が歌詞中に登場する。
夢見る力に
イントロに平沢ソロの楽曲「山頂晴れて」の逆再生が挿入されている。
石田英範制作のMVが存在するが、そちらでは作詞・作曲の名義がどちらも平沢となっている。MVは2009年にYouTubeに石田本人のチャンネルにより投稿されている。
Fune
本作では平沢・上領、小西・福間で組（ブランチ）を分け、平沢組は東半球、西半球から航海をするというお膳立てが行われた。
楽曲の中に登場する「積み荷」とは、平沢組はスピリチュアルな物、小西組はフィジカルな物を運ぶという意味合いとなっている。
残骸の船Saksit
「Saksit」はタイ語（綴りはศักดิ์สิทธิ์）で「霊験あらたかな、神聖な」という意味。
Tide
初披露したライブ『ENDING ERROR』ではアルバム版と異なるアレンジで演奏されている。

## 収録曲
- 全編曲：P-MODEL

### 全形態共通
| #   | タイトル                              | 作詞             | 作曲             |
| --- | ------------------------------------- | ---------------- | ---------------- |
| 1.  | 「Welcome」                           | 平沢進           | 平沢進           |
| 2.  | 「夢見る力に（Power to Dream）」      | 平沢進、小西健司 | 平沢進、小西健司 |
| 3.  | 「Fune」                              | 平沢進、小西健司 | 平沢進、小西健司 |
| 4.  | 「残骸の船Saksit（Wreckage Saksit）」 | 平沢進           | 平沢進           |
| 5.  | 「Preparation」                       | ―                | 小西健司         |
| 6.  | 「Julia Bird」                        | 平沢進           | 平沢進           |
| 7.  | 「Tide」                              | 平沢進           | 平沢進           |
| 8.  | 「ソリトン（Soliton）」               | 平沢進           | 平沢進           |
| 9.  | 「Mirror Image」                      | 小西健司         | 小西健司         |
| 10. | 「3/4 [March 4th]」                   | 小西健司         | 小西健司         |
| 11. | 「Home」                              | ―                | 小西健司         |

### 「舟(＋3)」のみ収録
| #   | タイトル                                 | 作詞             | 作曲             |
| --- | ---------------------------------------- | ---------------- | ---------------- |
| 12. | 「Rocket Shoot」                         | 平沢進           | 平沢進           |
| 13. | 「http」                                 | 小西健司         | 小西健司         |
| 14. | 「はじまりの日（The Day of Beginning）」 | 平沢進、小西健司 | 平沢進、小西健司 |

## 参加ミュージシャン
- 平沢進 - ボーカル、ギター、シンセサイザー
- 福間創 - System-1、バックグラウンド・ボーカル
- 小西健司 - System-2、バックグラウンド・ボーカル
- 上領亘 - AlgoRhythm